# Capsella gracilis
Capsella gracilis là một loài thực vật có hoa trong họ Cải. Loài này được Gren. mô tả khoa học đầu tiên năm 1857.